# Guàrdia costanera

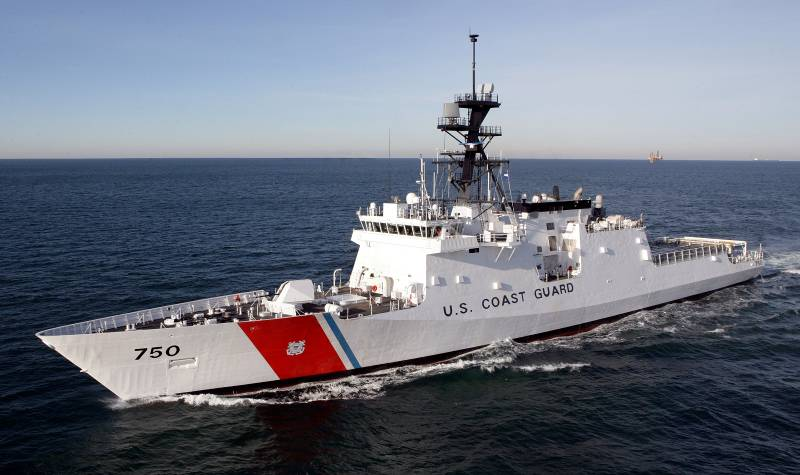
Navili de la Guàrdia Costanera dels Estats Units.

La guàrdia costanera o guardacostes és una institució pública responsable de la prestació de diversos serveis de transport, en general relacionats amb l'autoritat, la seguretat i la seguretat de la vida en el mar. El terme es refereix a les institucions amb responsabilitats que poden variar àmpliament de país a país. Per tant, d'acord amb el país, la naturalesa de la seva guàrdia costanera pot passar d'una força militar fortament armada amb amplis poders de l'autoritat policial, a una organització de voluntaris simple amb funcions limitades de cerca i salvament en el mar, sense cap tipus d'autoritat de caràcter policial. D'altra banda, hi ha països marítims que manquen de la Guàrdia Costanera, i les seves funcions exercides per altres institucions, i d'altres països en els quals les funcions de la institució amb el Servei de Guardacostes té un altre nom oficial.

## Tipus i funcions

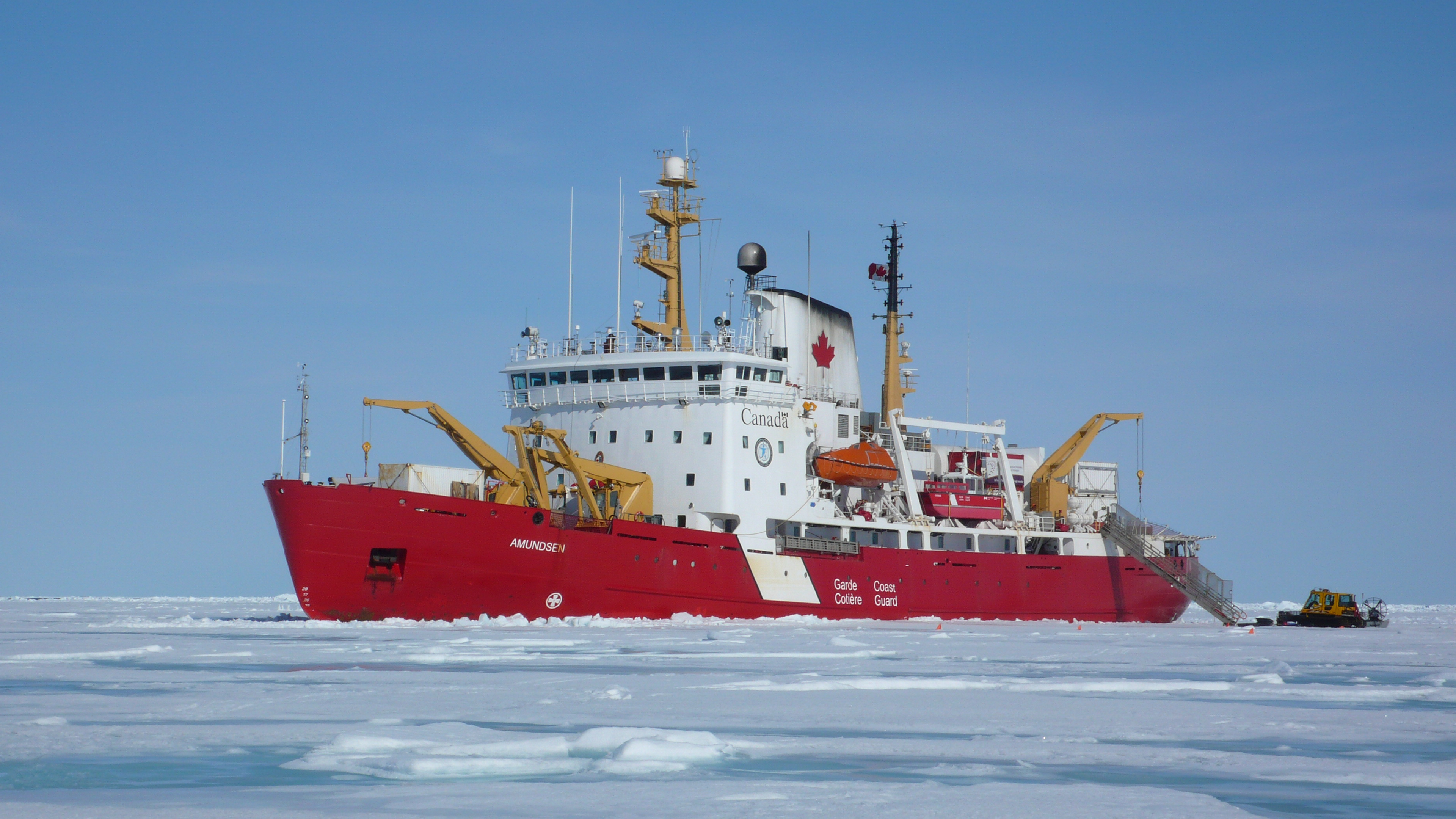
Trencaglaç Amundsen de la Guàrdia Costanera del Canadà.

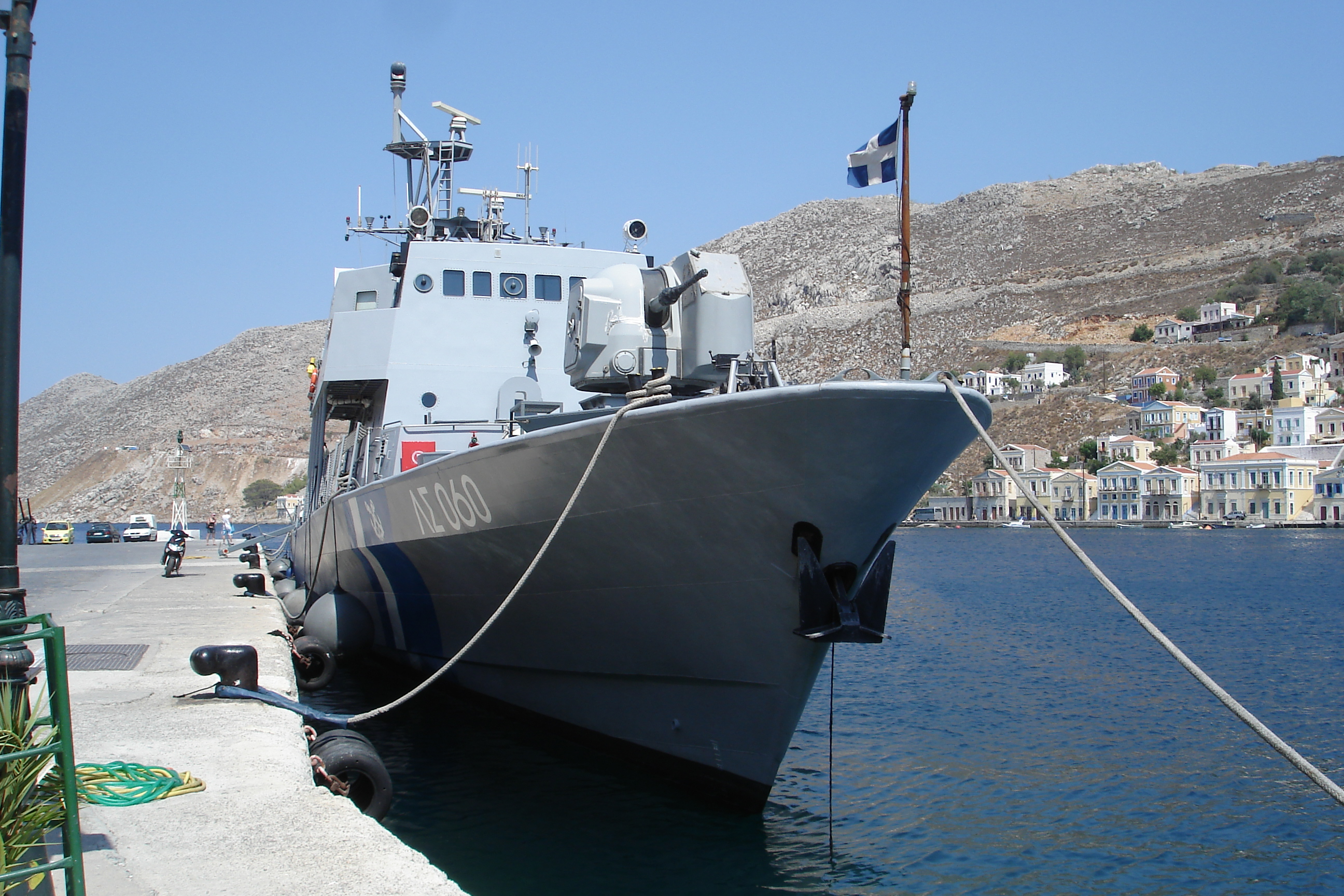
Patruller grec tipus Sa'ar 4.

Hi ha diversos tipus de guardacostes, la naturalesa dels quals i funcions varia segons el país. Per tant, una guàrdia costanera pot ser una branca dels militars (per exemple la Guàrdia Costanera dels Estats Units), pot ser una agència d'aplicació de la llei civil (per exemple, el Servei de Guardacostes de Suècia), un organisme públic per a la cerca i rescat (per exemple, la Guàrdia Costanera del Canadà) o una organització humanitària dels voluntaris (per exemple, servei de guardacostes de Nova Zelanda). D'altra banda, en alguns països, la Guàrdia Costanera és una adreça central o la coordinació de diversos organismes (per exemple, la Guàrdia Costanera a Alemanya) en lloc de l'execució. En aquest cas, l'execució de les funcions de la Guàrdia Costanera com a part de la seva responsabilitat sectorial, correspon a cadascun dels organismes sota la coordinació de l'agència central. En general, entre les funcions que es poden assignar a un Servei de Guardacostes són els següents: 
- Cerca i rescat en el mar.
- Autoritat Marítima i Portuària de policia .
- Supervisió de la seguretat dels vaixells.
- Ajudes a la navegació, inclòs el funcionament de les llums i boies en el mar.
- La inspecció de les aigües territorials i zones econòmiques exclusives.
- Control de fronteres i duanes.
- La lluita contra la contaminació marina.

## Guàrdia Costanera en alguns països

### Alemanya

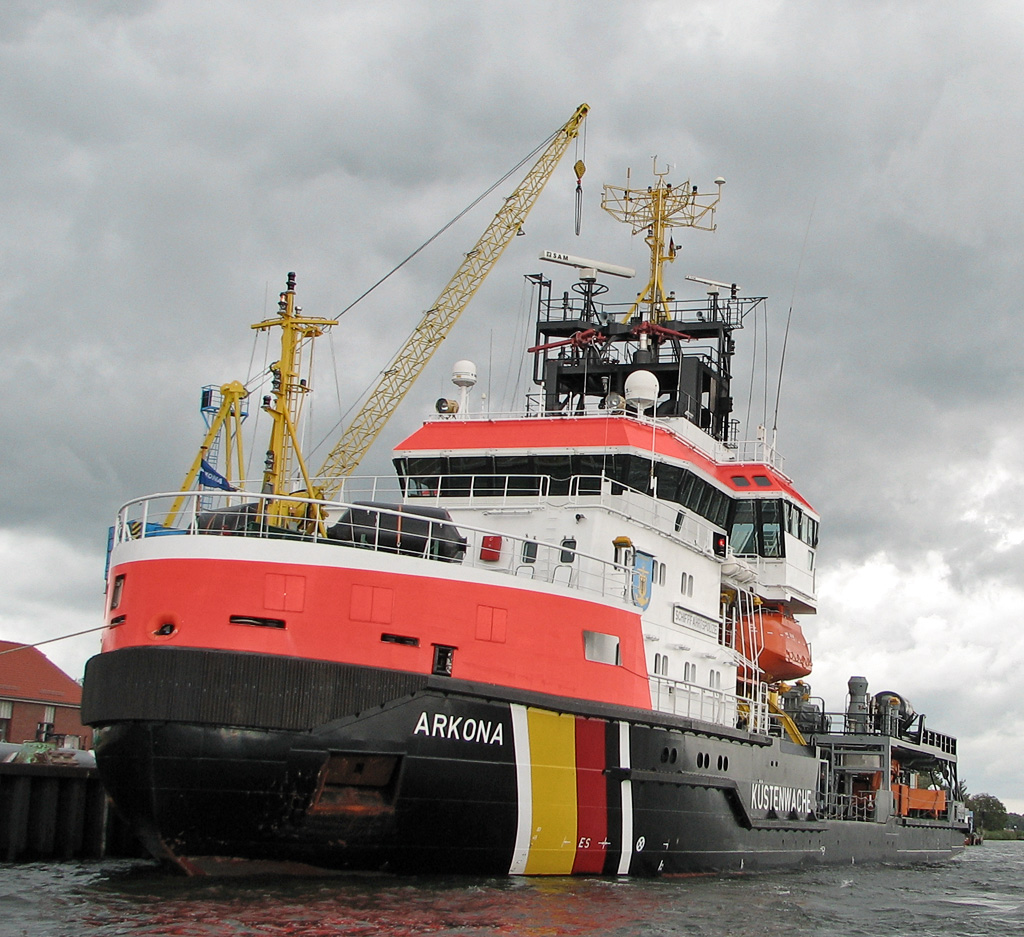
Patruller Arkona de la Guàrdia Costanera Federal d'Alemanya.

La Guàrdia Costanera Federal d'Alemanya, coneguda com a Küstenwache, és l'organització tant civil i policial, encarregada de la protecció, vigilància i defensa de les aigües territorials del país. Compta amb 27 vaixells.
També existeix el Servei Marítim de Cerca i Rescat Alemany (en alemany: Deutsche Gesellschaft zur Rettung Schiffbrüchiger - DGzRS) que s'encarrega de la cerca i rescat en aigües territorials alemanyes del Mar del Nord i el Mar Bàltic, incloent la Zona Econòmica Exclusiva. Posseeix 61 pots salvavides, 185 membres de tripulació i 800 empleats voluntaris.

### Argentina

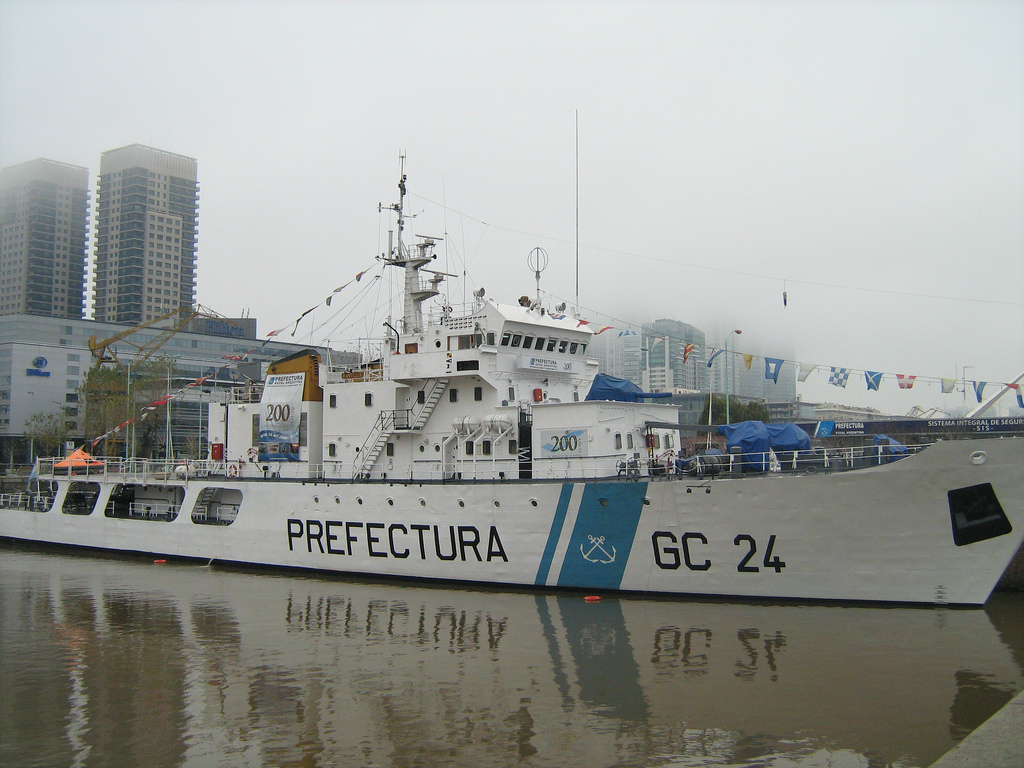
Guardacostes Mantilla a Puerto Madero

La Prefectura Naval Argentina (sigles: PNA) és una força de seguretat policial argentina, sota jurisdicció del Ministeri de Seguretat, encarregada de manera exclusiva de la protecció de totes les vies navegables interiors i del mar Argentí; fent garantir la navegació i les vides humanes, amb el seu poder de policia i auxiliar de la Justícia, els drets i les obligacions que les lleis demandin.
És funcional en l'acompliment i funcions, en altres països, de la guàrdia costanera, i com una força de gendarmeria policial en els rius navegables.
Compta amb 90 guardacostes i 175 pots petits, 40 avions i 28,900 efectius.

### Canadà

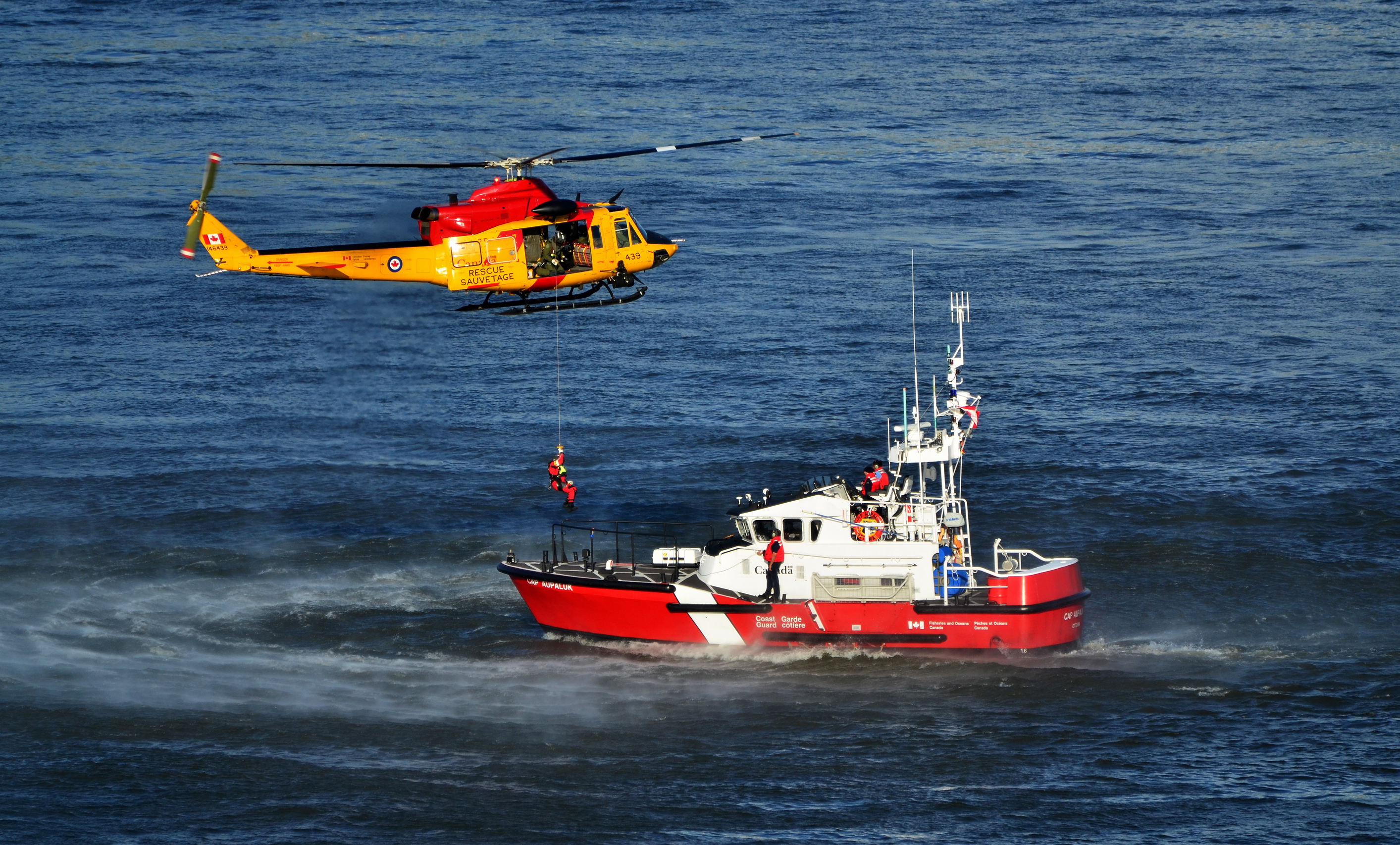
Patrullera canadenca Cap Aupaluk al costat d'un helicòpter en plena maniobra.

La Guàrdia Costanera del Canadà és l'agència federal responsable de proporcionar recerca i rescat, ajudes a la navegació, una resposta a la contaminació del mar, ràdio marina i prevenir el trencament de casquets polars. A diferència d'altres guàrdies costaneres, com la Guàrdia Costanera dels Estats Units, la CCG és una organització civil sense responsabilitats civils ni execució de lleis. La Guàrdia Costanera del Canadà té la seu a Ottawa (Ontario) i és una Agència d'Operació Especial dins del Departament de Pesca i Oceans.
La Marina Real Canadenca i la Policia Muntada del Canadà també s'encarreguen de la vigilància de les seves aigües territorials així com de salvament i cerca.

### Xile
A Xile, l'Autoritat Marítima és la Direcció general del Territori Marítim i de Marina Mercant (DIRECTEMAR), dependent de l'Armada de Xile (Ministeri de Defensa). mitjançant el qual l'Estat cautela el compliment de les lleis i acords internacionals vigents en relació al territori marítim xilè, per protegir la vida humana en el mar, el medi ambient, els recursos naturals i regular les activitats que es desenvolupen en l'àmbit aquàtic de la seva jurisdicció, amb el propòsit de contribuir al desenvolupament marítim de Xile. La seva àrea jurisdiccional abasta una zona de responsabilitat de cerca i rescat (SAR) de 26 476 004,5 km² i una costa propera als 4500 km. Disposa d'una moderna flota de navilis lleugers (llanxes patrulleres i de rescat), una flotilla de 6 patrullers oceànics (Classe Taitao), i 3 OPV Fassmer de 1.700 tones amb disponibilitat d'helicòpters embarcats.

### Colòmbia
A Colòmbia és el Comando de Guardacostas, dependent de l'Armada nacional, el que té la funció de seguretat marítima mitjançant la repressió del delicte en el mar, el control de la preservació del medi ambient marí i les operacions de cerca i rescat.

### Corea del Sud

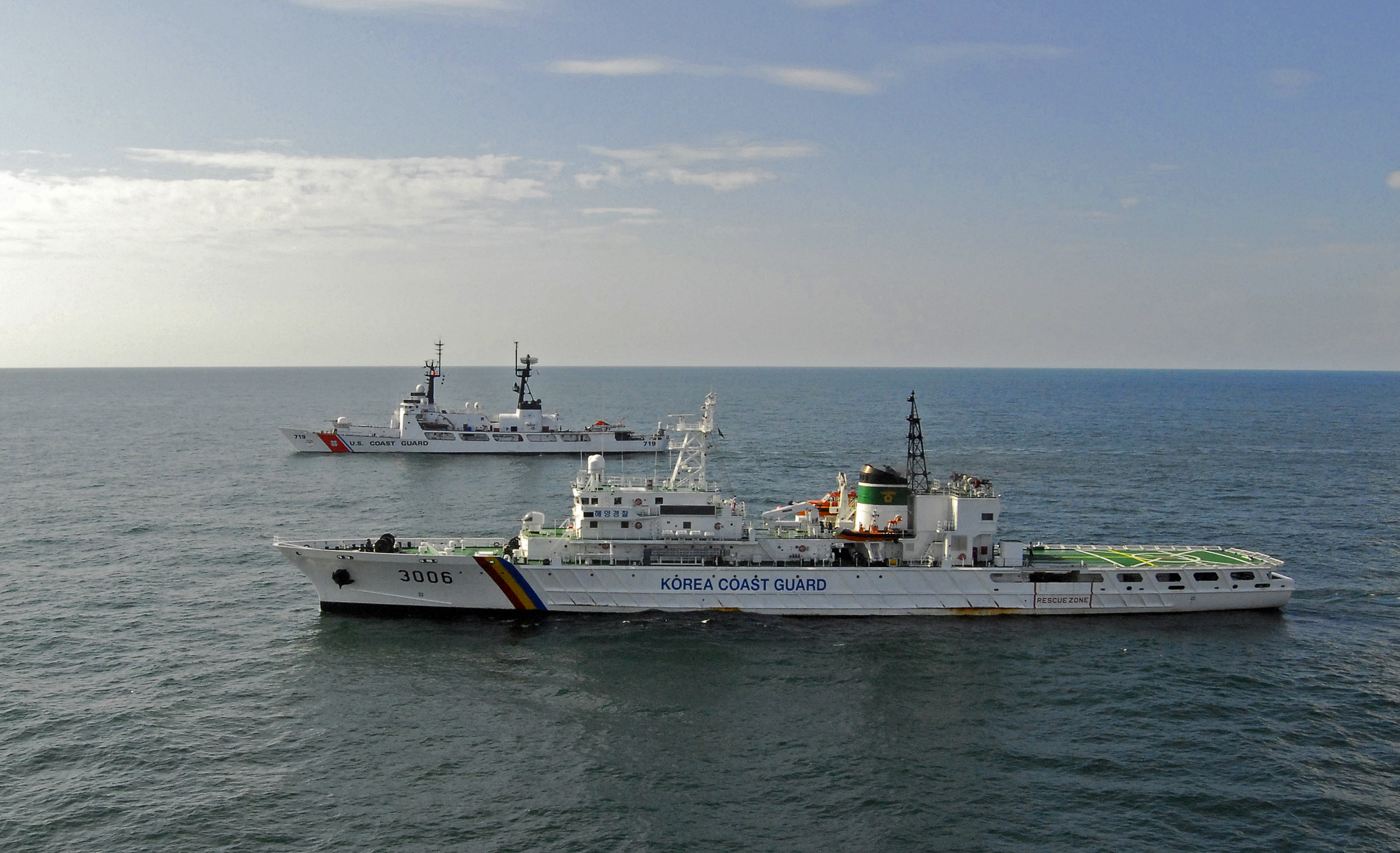
Patruller coreà No. 3006 navegant al costat del patruller "USCGC Boutwell" de la Guàrdia Costanera dels Estats Units.

La Guàrdia Costanera de Corea del Sud (En coreà: 해양경찰청; Hanja: 海洋警察廳) és responsable de la seguretat marítima i el control de les costes de Corea del Sud. Des de 2014 depèn del Ministeri de Seguretat Pública. La KCG té la seva base en Songdodong, Incheon. Posseeix aproximadament 292 vaixells i 23 aeronaus i està formada per unes 10,095 persones.

### Espanya

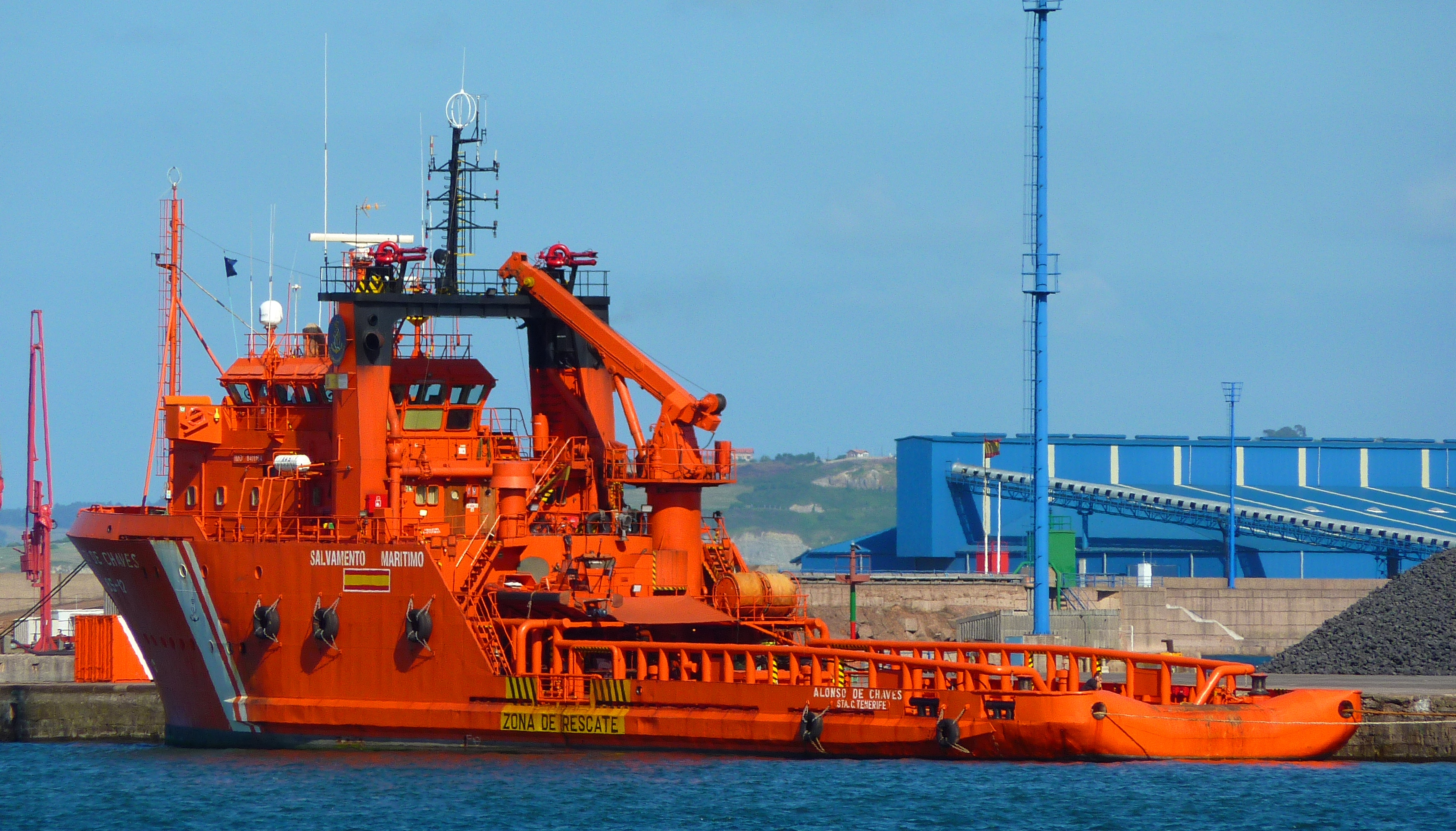
Remolcador de salvament Alonso de Chaves del SASEMAR.

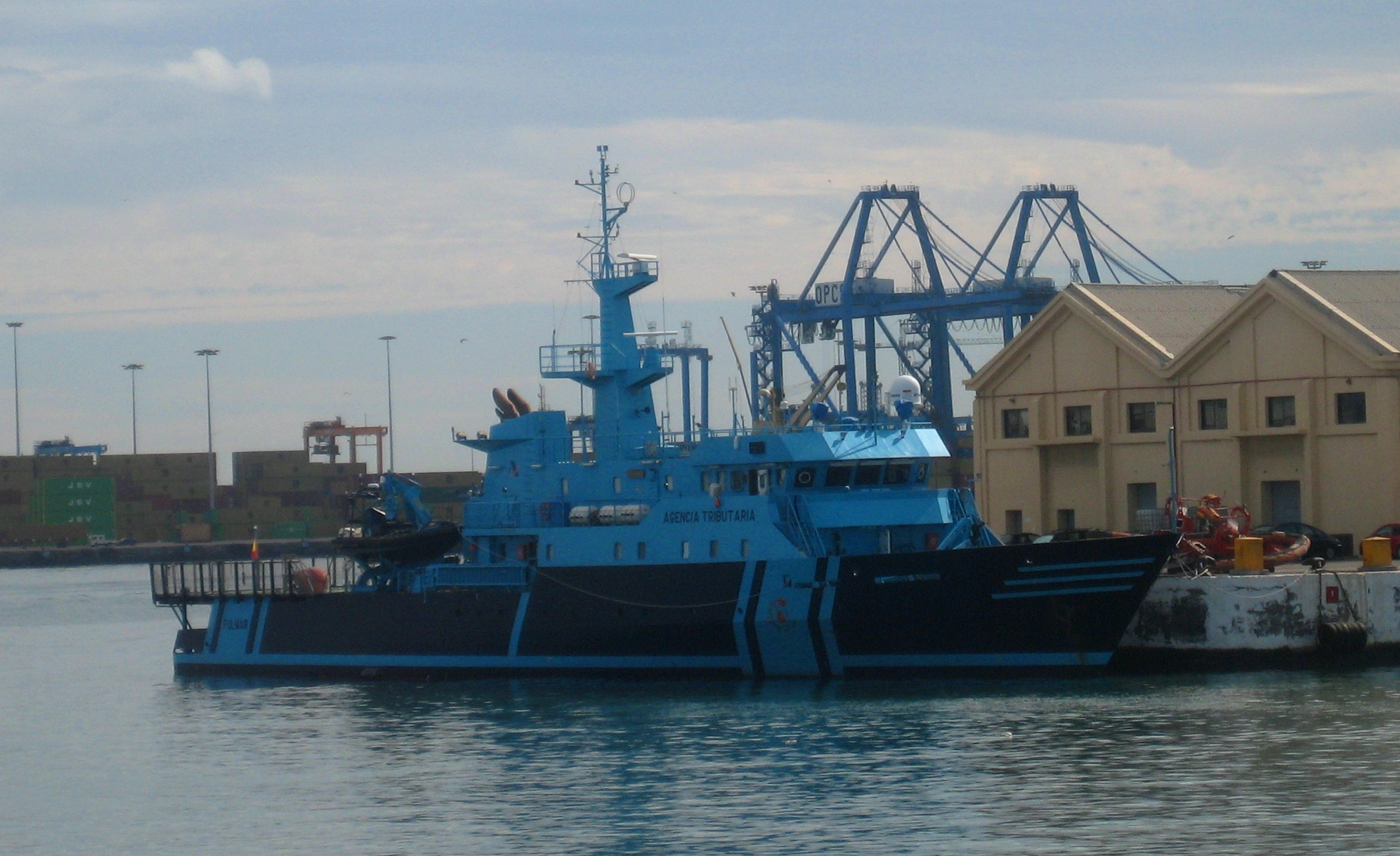
Vaixell d'actuació oceànica Fulmar del Servei de Vigilància Duanera.

Patruller oceànic Río Segura del Servei Marítim de la Guàrdia Civil.

A Espanya són diversos òrgans, incloent Seguretat i Societat de Salvament Marítim, el Servei marítim de la Guàrdia Civil, el Servei de Vigilància Duanera i el recent Servei de Guardacostes de Galícia.
- El Servei Marítim de la Guàrdia Civil (SEMAR) és responsable de realitzar les tasques assignades a la Guàrdia Civil en missions marítimes, inclosa la judicial, governamental, administratiu, fiscal i militar. El SEMAR inclou prop d'1.100 agents, compta amb més de 100 patrullers (lleugeres, mitjanes, d'altura i oceàniques), a més de llanxes ràpides i altres embarcacions menors. El Servei Aeri de la Guàrdia Civil (SAER), és la unitat que gestiona i opera els mitjans aeris la Guàrdia Civil i que sol servir com a suport aeri per a la resta d'unitats del cos, entre elles al SEMAR.

A més, també existeix el Servei Aeri de Rescat (SAR) que és responsable de les operacions de cerca i salvament marítim en l'Exèrcit de l'Aire espanyol.
- El Servei de Vigilància Duanera (SVA) és un servei que es desenvolupa el caràcter de l'activitat policial en la lluita contra el contraban, el blanqueig de capitals i frau fiscal. Depèn orgànicament del Departament de Duanes i Impostos Especials de l'Agència Tributària d'Espanya. El component marítim de la SVA és la més important de l'Estat espanyol, amb uns 2.000 agents, i inclou 2 vaixells d'operacions especials, 18 patrullers, 21 vaixells de patrulla en alta mar de grandària mitjana, i al voltant de 50 petites embarcacions. El rendiment de la SVA es veu realçat pel seu component aeri, que inclou sis avions de patrulla marítima CASA C-212 Aviocar, tres helicòpters Bo 105, un Kawasaki BK 117 i tres Eurocopter AS 365 Dauphin. El SVA inclou unitats d'operacions especials especialitzat en el tractament de naus sospitoses en el mar.
- La Societat de Salvament i Seguretat Marítima (SASEMAR) o Salvament Marítim és una organització que té la responsabilitat del control del tràfic marítim, la seguretat de la navegació i les operacions de cerca i rescat, encara que no disposa de competències de l'autoritat policial. El SASEMAR és depenent de la Direcció general de la Marina Mercant del Ministeri de Foment d'Espanya, inclou 1500 empleats i opera 20 centres coordinadors de salvament, quatre vaixells polivalents, 10 remolcadors, quatre embarcacions d'intervenció ràpida, un vaixell de lluita contra la contaminació, unes 50 embarcacions de salvament, a més de vuit helicòpters de rescat Agusta Westland AW139, dos Sikorsky S-61 (en procés de baixa), un Eurocopter EC225 Super Puma i tres avions de patrulla marítima CASA CN-235.
- A més en 2004 es va crear el Servei de Guardacostes de Galícia (Servizo de Gardacostas de Galícia), la funció del qual és similar a la de SASEMAR, però en aigües gallegues. Compta amb uns 300 empleats i un total de 26 vaixells principals; un vaixell remolcador, un vaixell de salvament i inspecció marítima, i 24 embarcacions de patrulla. Les unitats aèries es componen per dos helicòpters Sikorsky S-76, més un tercer helicòpter Eurocopter Dauphin per cobrir les parades de manteniment.

### Estats Units

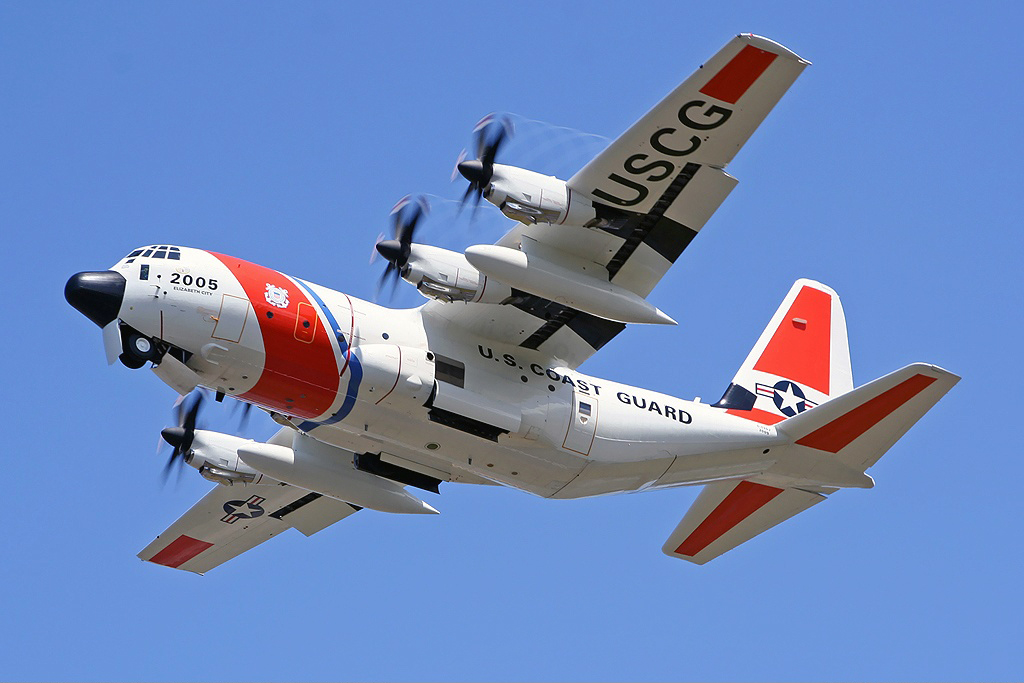
Avió de cerca i salvament marítim HC-130 Hèrcules de la Guarda Costanera dels Estats Units.

La Guàrdia Costanera dels Estats Units (USCG, U.S. Coast Guard) és alhora una força policial i militar. És un dels set components dels serveis uniformats dels EUA i una de les cinc branques de les Forces Armades dels Estats Units. Les seves funcions inclouen l'aplicació de les lleis federals, la defensa costanera i cerca i salvament marítims. En temps de pau, la USCG treballa en funció del Departament de Seguretat Nacional Estats Units. En temps de guerra, la USCG pot - va baixar ordres de President dels EE.UU. - informar al secretari de Marina dels EE.UU.. Tanmateix, els seus recursos s'integren permamentement en les operacions militars dels Estats Units durant la guerra. La USCG manté una àmplia flota de vaixells de patrulla costanera i oceànica anomenats cutters per tradició, així com embarcacions més petites. També inclou una extensa divisió d'aviació format per HH-65 Dolphin i helicòpters HH-60 Jayhawk i avions d'ales fixes Hèrcules HC-130, HU-25 Guardian i HC-144 Ocean Sentry. Els helicòpters USCG estan equipats amb cabrestants per al rescat dels nàufrags i també tenen un paper important en l'aplicació de la llei. Es pot desenganxar i aterrar en els cúters (vaixells de patrulla) de la USCG, la qual cosa els converteix en una eina indispensable en la lluita contra el narcotràfic i la immigració il·legal. Les aeronaus d'ales fixes s'utilitzen per al patrulla i les operacions de rescat en llargues distàncies. Tots els vaixells i aeronaus USCG estan generalment pintades de blanc i porten la famosa “franja de Racing”, una diagonal blava, blanca i vermella. Els vaixells i les aeronaus que presten servei en aigües gelades estan pintats de vermell.

### Grècia
La Guàrdia Costanera de Grècia (en grec: Λιμενικό Σώμα-Ελληνική Ακτοφυλακή) és la Guàrdia Costanera nacional de Grècia. És una organització paramilitar, que a pesar que en temps de guerra pot donar suport a l'Armada Grega, és de caràcter civil. Va ser creada en 1919. Posseeix uns 7.000 efectius a més de vaixells, avions i helicòpters.

### Índia

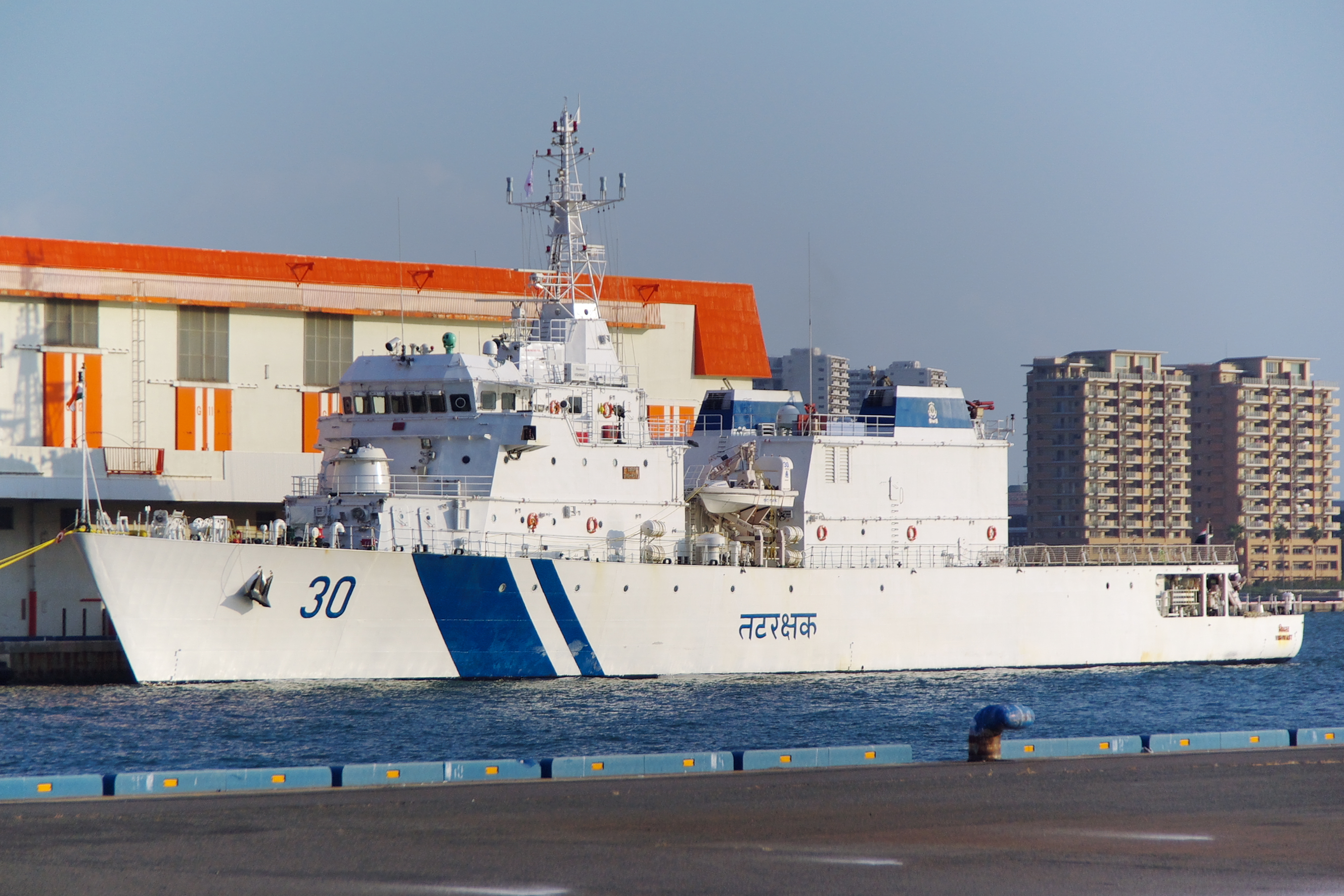
Patruller indi Vishwast.

La Guàrdia Costanera de l'Índia és l'encarregada de protegir i assegurar els interessos del país i vigilar la seva zona marítima. Es va crear en 1978, com un cos independent de les seves Forces armades, encara que depèn del Ministeri de Defensa. Posseeix 60 aeronaus i 134 patrullers.

### Irlanda
La Guàrdia Costanera d'Irlanda (Garda Cósta na hÉireann) és l'encarregada de protegir i vigilar les aigües d'Irlanda a més de preservar les seves zones marines.

### Islàndia
La Guàrdia Costanera d'Islàndia és l'encarregada de protegir les costes i aigües territorials del país així com de contribuir en operacions expedicionàries. Compta amb 3 patrullers, 1 avió, 3 helicòpters, 2 patrullers de superfície i 200 homes.

### Itàlia

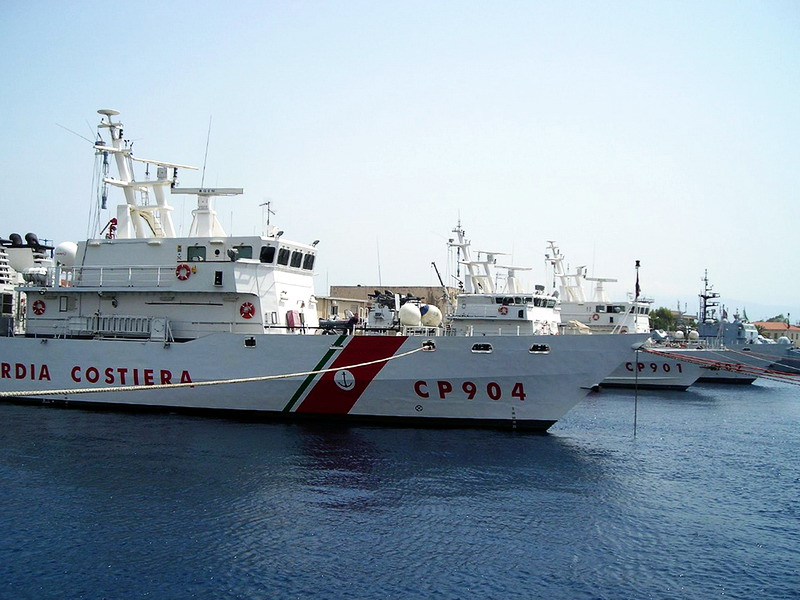
Navili patrulla Diciotti de la Guàrdia Costanera Italiana.

El Cos de les Capitanies de Port - Guàrdia Costanera (Cuerpo delle capitaneria di Porto - Guardia Costiera) és un component de la marina italiana que opera sota el Ministeri d'Infraestructures i Transports d'Itàlia. És responsable de la supervisió de les regulacions de seguretat i navegació, així com per operacions de recerca i rescat en el mar.

### Japó
La Guàrdia Costanera del Japó, (anteriorment anomenada Agència de Seguretat Marítima) consta de prop de 12000 membres i és administrada pel Ministeri de Terres, Infraestructura, Transport i Turisme del Japó. És la responsable de la vigilància i protecció de les fronteres marítimes del Japó. Va ser fundada en 1948.
La GCJ opera 455 embarcacions; 121 vaixells de patrulla, 234 bots de patrulla, 63 embarcacions de rescat, 13 embarcacions de reconeixement hidrogràfic, 1 vaixell d'ajuda a la navegació, 2 vaixells abalisadors, 18 embarcacions auxiliars i 3 bots d'entrenament. A més compta amb 73 aeronaus; 27 aparells d'ala fixa, i 46 helicòpters.

### Mèxic
La Cerca i Rescat Marítims és una unitat de l'Armada de Mèxic. La seva missió principal és les operacions de cerca i salvament dins dels 80 quilòmetres de la línia costanera mexicana.

### Rússia

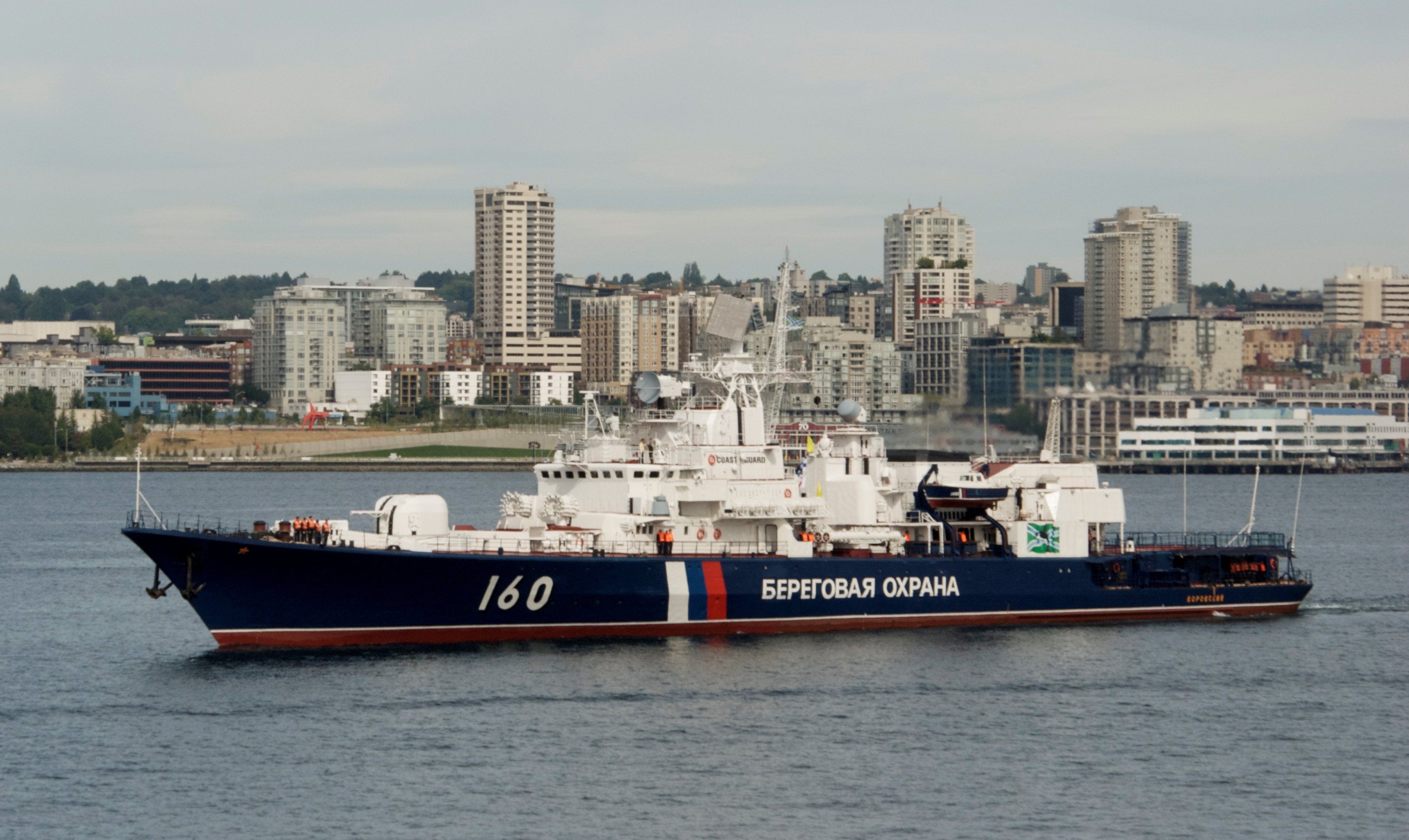
El vaixell de guàrdia Vorovski de la Guàrdia costanera de Rússia.

La Guàrdia costanera (en rus: Береговая охрана) de Rússia forma part del Servei fronterer del Servei Federal de Seguretat de la Federació de Rússia.

### Suècia
La Guàrdia Costanera (Kustbevakningen) de Suècia és una autoritat civil que opera sota el Departament de Defensa del Govern de Suècia. El seu treball és dur a terme la vigilància marítima i la inspecció i el control tarefesas uns altres, la neteja dels vessis de petroli en el mar, la coordinació de les necessitats dels civils en termes d'informació i vigilància marítima, supervisar i participar en els esforços internacionals per establir controls a les fronteres, l'autoritat marítima, protecció del medi ambient i altres tasques marítimes. El Servei de Guardacostes de Suècia compta amb un nombre de naval i aeri, que inclou 22 vaixells de vigilància, 12 embarcacions de protecció del medi ambient, dos vaixells multi-propòsit, aerolliscadors cinc, al voltant de 100 vaixells més petits i tres avions de vigilància marítima Bombardier Dash 8.

### Uruguai
A Uruguai, la funció es duu a terme per la Guàrdia Costanera de la PRENA, (Prefectura Nacional Naval), que és un dels cinc principals comandos de l'Armada Nacional d'Uruguai. És responsable de patrullar les costes de la policia del país, per dur a terme operacions de cerca i rescat i la protecció del medi ambient marí.